# Черен тиарис
Черният тиарис (Tiaris fuliginosus) е вид птица от семейство Овесаркови (Emberizidae).

## Разпространение
Видът е разпространен в Аржентина, Боливия, Бразилия, Венецуела, Гвиана, Колумбия, Парагвай и Тринидад и Тобаго.